# Roger Stafford, VI Barón Stafford
Roger Stafford, VI Barón Stafford fue el hijo de Richard Stafford, hijo menor de Henry Stafford, I Barón Stafford y Ursula Pole. Él fue obligado a renunciar al título en 1640 dado a su pobreza
Roger nació en 1572, como hijo mayor de Richard Stafford y Mary Corbet, hija a su vez de John Corbet y Anne Booth. Él tuvo una hermana, Jane Stafford, (n. 1581).
De joven se referían a él como Floyde (or Fludd), por alguna razón deszonocido. Se cree que es el servidor su tío George Corbet of Cowlesmore, Shropshire, registrado como Floyde en un documento de la familia Stafford.

## Herencia y pérdida de la baronía
Henry Stafford, V Barón Stafford murió sin herederos directo.  La baronía estaba limitada a los herederos varones de Henry Stafford, I Barón Stafford, línea que terminaba en Roger como hijo de su hijo menor
Al muerte del quinto barón, Roger solicitó el título al parlamento, a los sesenta y cinco años.  Una comisión, encabezada por Henry Montagu, I conde de Mánchester, se hizo cargo de la reclamación. Eventualmente, la cuestión llegó a rey Carlos I que negó el título dado su bajo nievl económico. La sentencia sostenía "que el susodicho Roger Stafford, no teniendo participación en la herencia de dicho Lord Stafford, ni ninguna otra tierra o medio alguno… deberá renunciar a todos sus derechos y al título de la dicha Baronía de Stafford, para que Su Majestad disponga de ella como vea oportuno". Él renunció al título el 7 de diciembre de 1639 por una suma de £800. Esta práctica, hoy sería considerada ilegal.
Roger murió soltero en 1640, dando fin a la línea de los Sttaford. El título Barón Stafford fue creado, por quinta vez, el 12 de septiembre de 1640 para Sir William Howard. Howard estaba casado con Mary Stafford, hermana del quinto barón, y sobrina segunda de Roger.